# Microgymnomma orbitalis
Microgymnomma orbitalis är en tvåvingeart som beskrevs av Townsend 1916. Microgymnomma orbitalis ingår i släktet Microgymnomma och familjen parasitflugor. Inga underarter finns listade i Catalogue of Life.